# Manuscritos de la plaga
Manuscritos de la plaga (en el inglés original, Tales from the plague) es una historieta de 1969 creada por Dennis Cunningham al guion y Richard Corben a los dibujos.

## Trayectoria editorial
Dennis Cunningham, director del fanzine Weirdom Ilustrated, ofreció la historia de Manuscritos de la plaga a Richard Corben, que desde 1968 publicaba sus primeras historietas con creciente éxito en diversas publicaciones underground, pero todavía trabajaba en Calvin Productions. Aprovechando un permiso del ejército, Cunningham lanzó los 1000 ejemplares del número 13, Special Plague, de Weirdom Ilustrated (abril de 1969), donde se incluyó la primera versión de Manuscritos de la plaga.
En noviembre de 1971, Manuscritos de la plaga fue reeditada con una página más (no modifica la historia), diferente portada y una tirada de 10000 ejemplares.
Richard Corben volvió a revisarla para su edición de 1986, con nueva portada inspirada en la primera edición, y producida por Bill Leach Studios (el propio editor aparece en el óleo que Corben realizó para la doble cubierta de esta edición) y que se publicó también en otros países, como España, donde apareció en 1989 como el volumen 9 de las Obras completas de Richard Corben que editaba entonces Toutain Editor.

## Argumento
En Manuscritos de la plaga se presentan dos narraciones complementarias, la del Cazador de Brujas James Hopkins y la de la anciana Ann Ashby, su víctima, ambientadas en la Inglaterra del año 1664, marcada por la Peste Negra.

## Estilo
Manuscritos de la plaga está construido como un relato ilustrado, con grandes viñetas que semejan grabados antiguos.